# امیل اسپانوگ
امیل اسپانوگ (انگلیسی: Émile Spannoghe) بازیکن فوتبال اهل بلژیک بود.
وی به‌همراه تیم ملی فوتبال بلژیک به مقام سوم بازی‌های المپیک تابستانی ۱۹۰۰ رسیده‌است.